# Kleopatřin obelisk
Kleopatřin obelisk (doslovně Kleopatřina jehla – Cleopatra's Needle) je označení dvou obelisků v Londýně a New Yorku. Jsou vyrobeny z červené žuly, vysoké asi 21 m, jejich hmotnost je asi 180 tun a jsou do nich vytesány hieroglyfy.

## Historie obelisků
I když byly vytesány ve starověku v Egyptě, nemají žádnou souvislost s Kleopatrou. Původně byly vztyčeny v egyptském městě Heliopolis na příkaz faraóna Thutmose III. okolo roku 1450 př. n. l. Materiál použitý na obelisky je žula pocházející z oblasti Asuánu.
Hieroglyfy byly vytesány do obelisků asi o 200 let později na pokyn Ramsese II. na připomínku jeho vojenských úspěchů.
Obelisky byly za vlády císaře Augusta roku 12 př. n. l. přemístěny Římany do Alexandrie a vztyčeny v Caesariu – chrámu zbudovaném Kleopatrou na počest Marka Antonia. O něco později se svalily a časem byly zasuty pískem. Tato skutečnost měla vliv na zachování hieroglyfů a ochranu obelisků před vlivem působení počasí.
Jako Kleopatřina jehla je někdy mylně označován i obelisk umístěný v Paříži. Nicméně tento obelisk měl zcela jinou historii. Byl vytesán až v době faraóna Ramsese II. pro chrám v Luxoru a roku 1829 jej egyptský místokrál Muhammad Alí Paša věnoval Francii. Tento obelisk nebyl nikdy v Alexandrii jako předchozí dva. Jeho protějšek dodnes stojí u vchodu do luxorského chrámu.

## Londýnský obelisk
Londýnský obelisk stojí na Viktoriině nábřeží v londýnském obvodu Westminster. Velké Británii byl darován roku 1819 egyptským místokrálem Mehmetem Alim, na památku vítězství lorda Nelsona v bitvě na Nilu a sira Ralpha Abercrombyho v bitvě u Alexandrie. Ačkoli britská vláda tento dar přijala, odmítla uhradit jeho přepravu do Londýna.

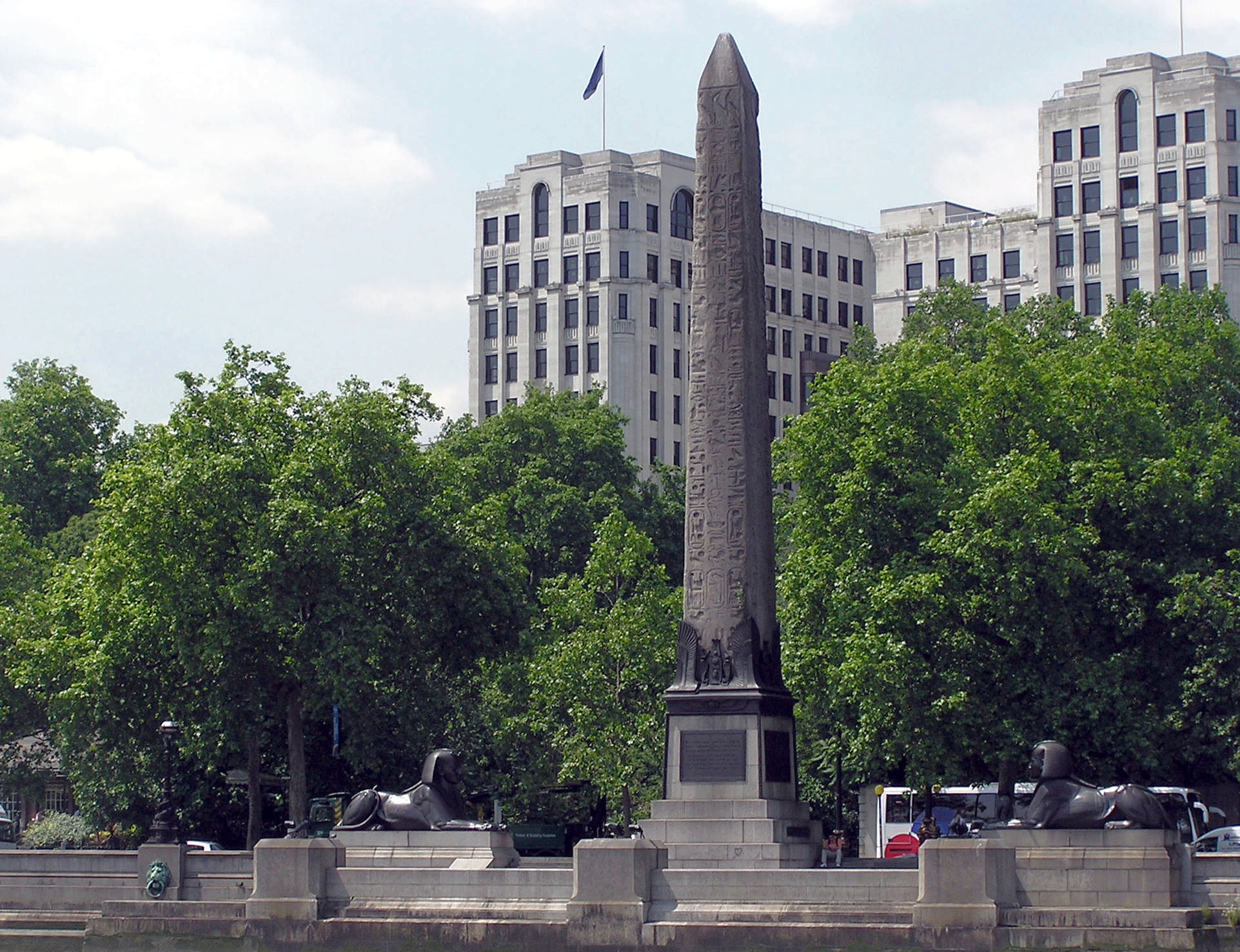
Kleopatřin obelisk v Londýně - pohled z Temže.

Obelisk zůstal v Alexandrii do roku 1877, kdy sir William James Erasmus Wilson, vynikající anatom a dermatolog sponzoroval náklady na jeho převoz do Londýna (cca 10 000£ – což byla v té době obrovská suma). Obelisk byl vykopán z písku, kde ležel asi 2 000 let a byl umístěn do obrovského kovového válce dlouhého asi 30 m o průměru asi 5 m navrženého Johnem Dixonem. Konstrukce válce byla upravena tak, aby tvořil plovoucí ponton a byl odvlečen do Londýna lodí Olga.
Kleopatřin obelisk je obklopen dvěma bronzovými sochami sfing. 4. září 1917, v průběhu první světové války, při prvním německém náletu na Londýn, dopadla nedaleko obelisku bomba. Na památku této události bylo ponecháno poškození soch v původním stavu a na soše sfingy stojící po pravé straně obelisku je viditelná díra způsobená šrapnelem z bomby.
Dopravní spojení – metro – Westminster, Embankment.

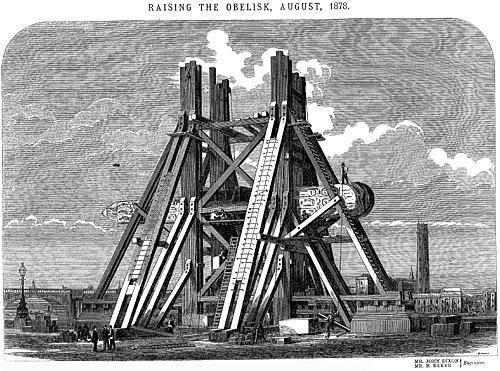
Kleopatřin obelisk v Londýně byl vztyčen v srpnu roku 1878.

## New York

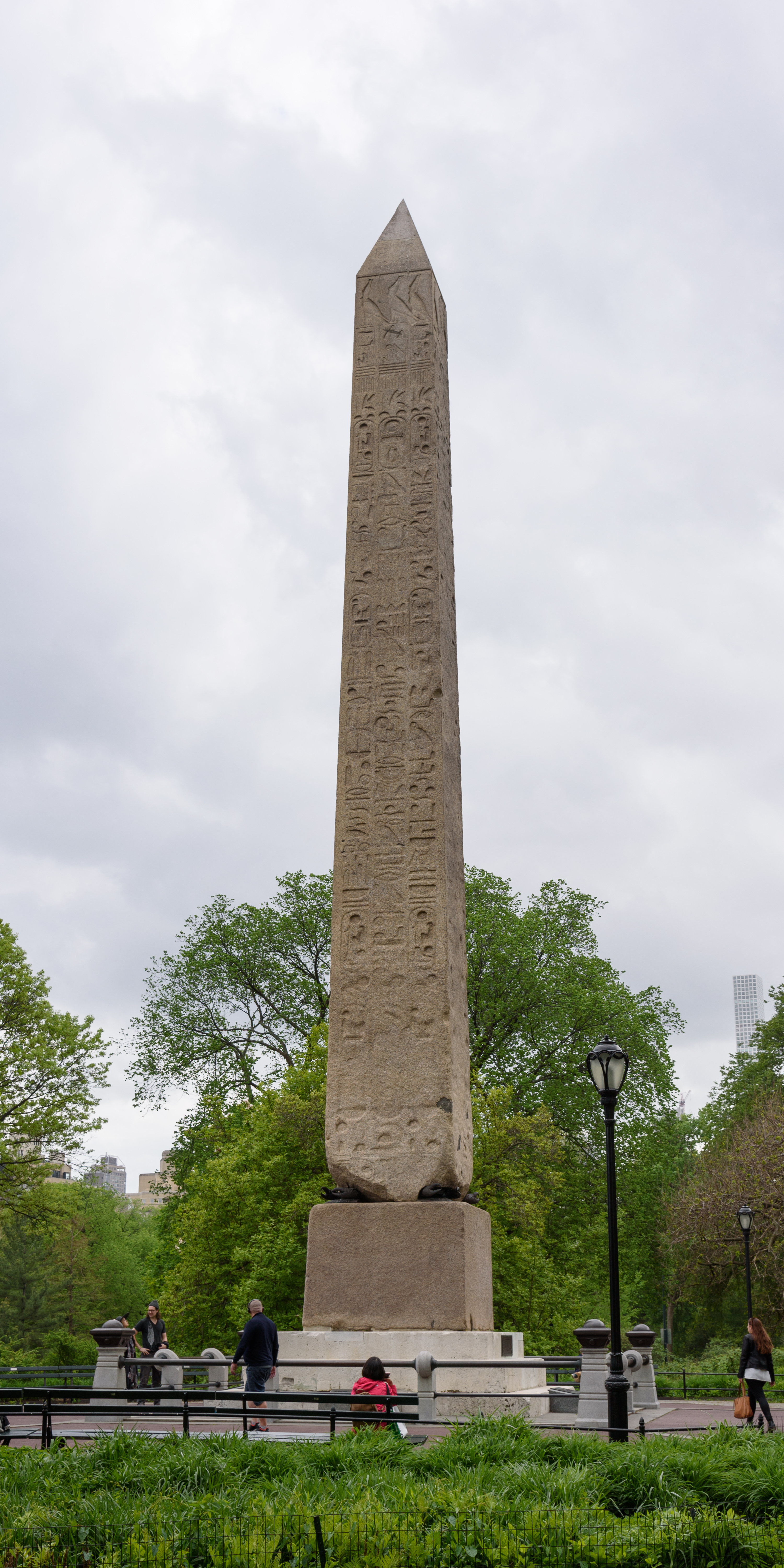
Kleopatřin obelisk v New Yorku

Newyorský obelisk se nachází v Central Parku. Po otevření Suezského průplavu v roce 1869 Ismail paša poprvé zveřejnil úmysl darovat jeden z obelisků USA pro zlepšení oboustranných obchodních vztahů. Formálně byl obelisk darován dopisem datovaným 18. května 1879. V Central Parku byl vztyčen až 22. ledna 1881. Projekt byl financován železničním magnátem Williamem H. Vanderbiltem. Komplikovaný transport obelisku z Alexandrie do New Yorku zajišťoval poručík amerického námořnictva Henry Gorringe. Podle WWW stránek Central Parku byl nejdříve 244 tunový žulový obelisk přesunut z vertikální do horizontální polohy, poté přemístěn do lodního prostoru a poté dopraven bez zastávky přes Středozemní moře a Atlantský oceán. Jen přesun z nábřeží řeky Hudson do Central Parku trval čtyři měsíce. U základů obelisku jsou umístěny čtyři bronzové sochy krabů z 19. století.